# U 575
U 575 war ein deutsches U-Boot vom Typ VII C, das im Zweiten Weltkrieg von der deutschen Kriegsmarine eingesetzt wurde.
Das Boot versenkte während seiner Feindfahrten neun Schiffe (davon ein Kriegsschiff) und beschädigte drei weitere mit insgesamt 66.802 BRT. Im März 1944 wurde es von mehreren Wasserbomben getroffen und versenkt, wobei 17 Besatzungsmitglieder starben und 37 Mann gerettet werden konnten.

## Abzeichen
Am Turm trug U 575 ab Sommer 1943 als Abzeichen einen Liliputaner in Anlehnung an das Lokal „Liliput“ auf der Hamburger Reeperbahn. Diesen trug zudem die Besatzung auch als Mützenabzeichen in einer Ausführung aus Kunststoff. Das Wappen der Stadt Dornbirn, Patenstadt des Bootes, war ebenfalls am Turm aufgemalt. Als weiteres Zeichen der Verbundenheit zur Patenstadt trug die Mannschaft rote Halstücher mit dem Stadtwappen Dornbirns. Zusätzlich trug U 575 den „Stier von Scapa Flow“ als Abzeichen der 7. U-Boot-Flottille auf beiden Seiten des Turms.

## Geschichte

### Bau und Indienststellung
Der Bauauftrag erfolgte am 8. Januar 1940 (Baunummer 75), die Kiellegung am 1. August 1940 und der Stapellauf am 30. April 1941. Gebaut wurde das Boot von der Werft Blohm & Voss in Hamburg. Die Indienststellung unter dem Kommandanten Kapitänleutnant Günther Heydemann erfolgte am 19. Juni 1941. Anwesend waren u. a. die Bürgermeister und Stadtkämmerer der Städte Hamburg und Dornbirn, der österreichischen Patenstadt von U 575.

### Zeit als Ausbildungsboot
Das Boot gehörte in der Zeit vom 19. Juni 1941 bis zum 31. August 1941 der 7. U-Flottille als Ausbildungsboot an, vom 1. September 1941 bis zum 13. März 1944 als Frontboot. Während einer Werftliegezeit von Dezember 1943 bis Februar 1944 wurde das Boot mit einem Schnorchel ausgerüstet.

## Einsätze
Das Boot lief unter den Kommandanten Heydemann und – ab September 1943 – Wolfgang Boehmer zu insgesamt zehn Unternehmungen aus. Operationsgebiet war der Nord-, Mittel und Westatlantik, das Seegebiet um Kuba und die Großen Antillen, sowie Irland und Gibraltar.

### 1. Unternehmung
Im Nordatlantik von 8. September bis 9. Oktober 1941. Versenkung des niederländischen Frachters Tuva (4652 BRT) am 2. Oktober 1941. Der neutrale US-Zerstörer Winslow wurde aus dem Geleit des Konvois ON.20 entlassen, um die Besatzung der Tuva zu bergen. Winslow fand das schwer beschädigte Schiff, auf einen U-Boot-Kontakt hin drehte sie bei und unternahm sofort einen Angriff mit Wasserbomben, während die Tuva sank. Die Überlebenden der Tuva wurden erst nach mehr als einer Stunde vom kanadischen Zerstörer St. Croix aufgenommen. U 575 erlitt durch die Wasserbombenjagd keinerlei Schäden.
Am 9. Oktober 1941 in den Hafen von Saint-Nazaire eingelaufen.

#### Statistik
Tage auf See: 32
Etmal insg. 5.059,5 sm
Etmal ü.W. 4.776,70 sm (94,4 %)
Etmal u. W. 282,8 sm (5,6 %)
größtes Etmal ü.W: 292 sm am 8. Oktober 1941
größtes Etmal u.W: 36,3 sm am 12. September 1941
Getaucht: 7.029 Minuten; 117,15 Stunden: 4,88 Tage (15,3 %)

### 2. Unternehmung
Vom 9. November bis 17. Dezember 1941: Anmarsch zunächst auf Neufundland, dann Befehlsänderung: Gibraltar zur Unterstützung von Rommels Afrikakorps. Am 1. Dezember 1941 stieß U 575 bei 35°40´N/24°00´W auf den neutralen amerikanischen Tanker Astral. Er kam aus Aruba/Venezuela und war auf dem Weg nach Lissabon mit einer Fracht von 78.200 Barrel Benzin und Kerosin. Die Astral wurde einige Stunden lang verfolgt, um in eine günstige Schussposition zu kommen. Als Heydemann aber das amerikanische Nationalitätenzeichen erkannte, ließ er die Astral unbehelligt weiterfahren.
Wegen Schäden kehrte das Boot zurück nach Saint-Nazaire. Unterwegs wurden in Vigo, Spanien die Vorräte ergänzt.

#### Statistik
Tage auf See: 39
Etmal insg. 5.814,0 sm
Etmal ü.W. 5.508,80 sm (94,8 %)
Etmal u. W. 305,2 sm (5,2 %)
größtes Etmal ü.W: 354 sm am 30. November 1941
größtes Etmal u.W: 37 sm am 10. Dezember 1941
Getaucht: 6.841 Minuten; 114,02 Stunden; 4,75 Tage (12,2 %)

### 3. Unternehmung
Diese Feindfahrt verlief im Atlantik vom 14. Januar 1942 bis 26. Februar 1942 ohne Erfolg. Erst wurde U 575 befohlen, den Blockadebrecher Spreewald, der als norwegischer Dampfer Elg getarnt war, aufzunehmen und nach St. Nazaire zu begleiten. Während U 575 am vereinbarten Treffpunkt wartete, kam am 30. Januar 1942 die Meldung, dass die Spreewald versehentlich von U 333 versenkt worden war.

#### Statistik
Tage auf See: 44
Etmal insg. 5.986,0 sm
Etmal ü.W. 5750,00 sm (96,1 %)
Etmal u. W. 236,0 sm (3,9 %)
größtes Etmal ü.W: 210 sm am 27. Januar 1942
größtes Etmal u.W: 24 sm am 16. Januar 1942
Getaucht: 3369 Minuten; 56,15 Stunden; 2,34 Tage (5,3 %)

### 4. Unternehmung
An der Ostküste der Vereinigten Staaten vom 24. März bis 14. Mai 1942: Versenkung der Robin Hood am 16. April 1942 (6.887 BRT). Die Versenkung der Robin Hood war das Ergebnis eines Doppelschusses, wobei einer der Torpedos an die Oberfläche kam und folgenlos blieb. Die Detonation des anderen erfolge nach Einschätzung von Kommandant Heydemann zu tief. Zehn der von U 575 auf dieser Unternehmung eingesetzten Torpedos gingen fehl. Heydemann beurteilte das Ergebnis in seinem KTB als „…nicht sehr befriedigend“.

#### Statistik
Tage auf See: 53
Etmal insg. 7.129,5 sm
Etmal ü.W. 6.912,00 sm (97,0 %)
Etmal u. W. 217,5 sm (3,0 %)
größtes Etmal ü.W: 268 sm am 28. März 1942
größtes Etmal u.W: 37,5 sm am 26. März 1942
Getaucht: 5.622 Minuten; 93,7 Stunden; 3,90 Tage (7,4 %)

### 5. Unternehmung
In der Karibik von 10. Juni bis 7. August 1942. Am 16. Juni 1942 um 1:58 Uhr Angriff auf einen Dampfer aus dem Konvoi HG.84 im Planquadrat BE8311. U 575 hörte bei einem Vierer-Torpedofächer nach 2 Minuten und 16 Sekunden einen Aufschlag ohne Detonation, wahrscheinlich Pistolenversager (Pistole ist der Zündmechanismus eines Torpedos).
Versenkung des amerikanischen Dampfers Norlandia (2.689 BRT) am 3. Juli und Versenkung des britischen Dampfers Empire Explorer (5.345 BRT) am 9. Juli. Am 18. Juli erfolgte die Beschädigung des britischen Tankers San Gaspar (12.910 BRT) mit einem programmgesteuerten Torpedo (LUT) sowie Versenkung der Schoner Glacier (130 BRT) und Comrade (110 BRT) durch Beschuss mit der Bordkanone.

#### Statistik
Tage auf See: 59
Etmal insg. 10.173,0 sm
Etmal ü.W. 9.732,30 sm (95,7 %)
Etmal u. W. 440,7 sm (4,3 %)
größtes Etmal ü.W: 286,1 sm am 14. Juni 1942
größtes Etmal u.W: 57 sm am 6. August 1942
Getaucht: 9.866 Minuten; 164,4 Stunden; 6,85 Tage (11,6 %)

### 6. Unternehmung
Im Nordatlantik von 19. September bis 8. November 1942: Versenkung des Truppentransporters Abosso (11.330 BRT) am 29. Oktober 1942, ca. 700 sm nördlich der Azoren. Um 22.13 Uhr wurde ein Fächer von vier Torpedos auf den einzelfahrenden Dampfer geschossen. Um 22.29 folgte ein Fangschuss, weil die Abosso immer noch schwamm. Um 23.05 beginnt die Abosso senkrecht über den Vorsteven zu sinken.
Die Abosso kam aus Kapstadt und war auf dem Weg nach Liverpool. Der mitfahrende holländische U-Boot-Kapitän Lt. Cdr. H.C.J. Coumou weigerte sich ursprünglich, die Abosso den langen, gefährlichen Weg als Einzelfahrer zurücklegen zu lassen, da die Abosso mit 14,5 Knoten hierfür zu langsam war. Er musste sich aber dem Druck der britischen Behörden beugen und die Abosso trat die Fahrt unter Kapitän R.W. Tate schließlich an. An Bord befanden sich 162 Besatzungsmitglieder, 20 Artilleristen zur Verteidigung des Schiffes und 210 Passagiere (darunter 149 Militärs, 44 Internierte und 17 Zivilisten, davon zehn Frauen mit Kindern), insgesamt 392 Menschen. 362 Menschen sind bei dem Untergang der Abosso umgekommen, darunter der Schriftsteller Ulrich A. Boschwitz.
Zu den Passagieren gehörten 44 neu ausgebildete australische Piloten der „23. Service Flight Training School“ aus Heany, Südrhodesien. Daneben war an Bord die vorgesehene Besatzung für das holländische U-Boot Haai (ex engl. P 66/später Varne, dann Ula). Die U-Boot-Fahrer kamen von den holländischen U-Booten K IX und K XII, von den 34 U-Boot-Fahrern überlebten nur vier. Kommandeur der U-Boot-Fahrer war der bereits genannte Lt.Cdr. Coumou. Das für sie vorgesehene U-Boot wurde unter dem Namen Ula und mit norwegischer Besatzung eines der erfolgreichsten alliierten U-Boote und versenkte unter anderem U 974.
Zur Ladung zählten 3000 Tonnen Wolle und Postsäcke.
Rückmarsch nach Lorient.

#### Statistik
Tage auf See: 54
Etmal insg. 7.363,4 sm
Etmal ü.W. 6.903,10 sm (93,8 %)
Etmal u. W. 460,3 sm (6,2 %)

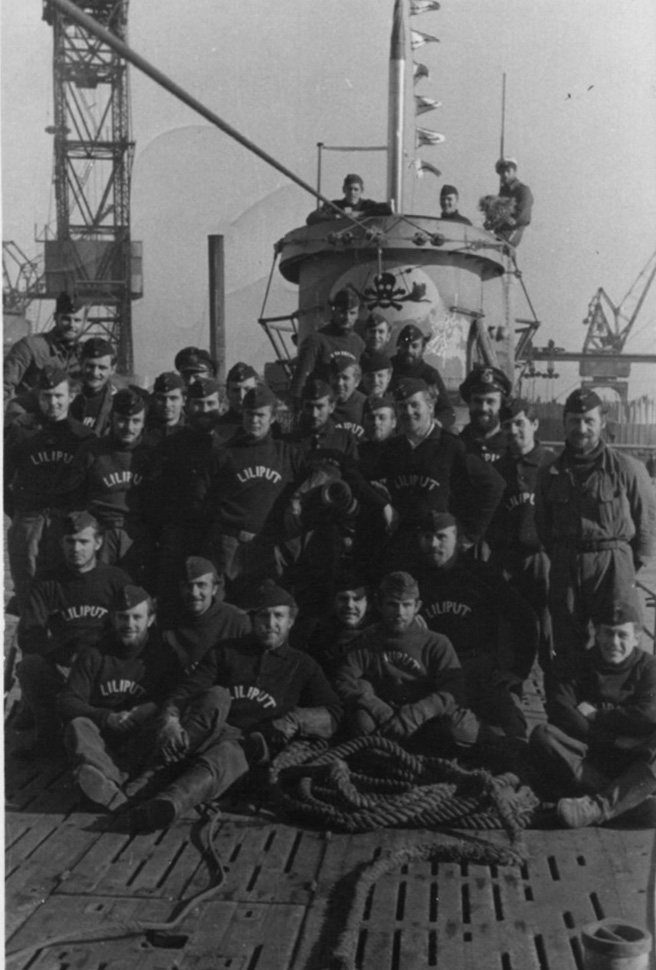
Besatzung (ohne die Wache OMasch Buchholz) nach Rückkehr v.d. 7. Feindfahrt am 18. Februar 1943

größtes Etmal ü.W: 300 sm am 4. Oktober 1942
größtes Etmal u.W: 53 sm am 23. September 1942
Getaucht: 7.587 Minuten, 126,5 Stunden, 5,27 Tage (9,8 %)

### 7. Unternehmung
Patrouillengebiet im Atlantik von 16. Dezember 1942 bis 18. Februar 1943: Beschädigung der Tanker Norvik (10.034 BRT) und Minister Wedel (6.830 BRT) aus dem Geleitzug TM 1 am 9. Januar 1943. Beide Schiffe wurden von der Besatzung verlassen und später von U 522 versenkt. Versenkung des Frachters City of Flint (4963 BRT) durch Artilleriefeuer nach Torpedotreffer am 25. Januar 1943. Teile der Ladung der City of Flint hatten sich gelöst, weshalb das Schiff hinter dem Geleitzug UGS 4, zu dem es gehörte, zurückgeblieben war. Der Torpedo von U 575 traf kurz nach Sonnenuntergang den Tank des Frachters und das Benzin ging sofort in Flammen auf. U 575 versenkte den Frachter anschließend mit seinem Geschütz. Einige der Überlebenden missinterpretierten die Schüsse als Angriff und entfernten sich von der Untergangsstelle. Während die meisten schiffbrüchigen Besatzungsmitglieder der City of Flint drei Tage später gerettet wurden, fand man die letzten Überlebenden der Versenkung erst 49 Tage später. Rückmarsch nach St. Nazaire.

#### Statistik
Tage auf See: 67
Etmal insg. 10.132,3 sm
Etmal ü.W. 9.692,70 sm (95,7 %)
Etmal u. W. 439,6 sm (4,3 %)
größtes Etmal ü.W: 294,8 sm am 9. Januar 1943
größtes Etmal u.W: 40,7 sm am 20. Dezember 1942
Getaucht: 10.449 Minuten; 174,2 Stunden; 7,26 Tage (10,8 %)

Besatzungsmitglieder auf dem Titelblatt der „Hamburger Illustrierten“, auf der Kanone die Silhouette der „City of Flint“

### 8. Unternehmung
Im Atlantik von 22. April bis 11. Juni 1943 ohne Erfolg.

#### Statistik
Tage auf See: 51
Etmal insg. 8.028,7 sm
Etmal ü.W. 7.164,90 sm (89,2 %)
Etmal u. W. 863,8 sm (10,8 %)
größtes Etmal ü.W: 307 sm am 14. Mai 1943
größtes Etmal u.W: 53,3 sm am 26. April 1943
Getaucht: 17.217 Minuten; 287,0 Stunden; 11,96 Tage (23,4 %)

### 9. Unternehmung
Wieder im Atlantik von 6. Oktober bis 28. November 1943 ohne Erfolg.

#### Statistik
Tage auf See: 70
Etmal ins. 6.776,2 sm
Etmal ü.W. 5.432,80 sm (80,2 %)
Etmal u. W. 1.343,4 sm (19,8 %)
größtes Etmal ü.W: 263,1 sm 16. November 1943
größtes Etmal u.W: 54 sm 9. Oktober 1943
Getaucht: 36.392 Minuten; 606,5 Stunden; 25,27 Tage (36,1 %)

### 10. Unternehmung
Im Atlantik von 29. Februar bis 13. März 1944: Versenkung der britischen Korvette HMS Asphodel (940 t) mit einem Torpedo vom Typ Zaunkönig.

## Verlust des Bootes
Erkenntnisse des B-Dienstes deuteten im Frühjahr 1944 darauf hin, dass ein Großteil des Funkverkehrs zwischen den U-Booten und der U-Bootführung erfolgreich abgehört wurde. In der Folge verzichteten die deutschen U-Bootkommandanten zunehmend darauf, sich per Funk zu melden, was wiederum auf Seiten der U-Bootführung zu Unklarheiten hinsichtlich der Position und des Schicksals vieler Boote führte. Auf seiner letzten Unternehmung wurde U 575 zur Wetterbeobachtung eingesetzt, daher war Kommandant Boehmer verpflichtet, sich regelmäßig über Funk zu melden. Die darüber hinaus gegebene Anweisung, Funkverkehr aufzunehmen, um dem BdU über die Erfahrungen mit dem neu eingebauten Schnorchel über Funk zu berichten, wurde U 575 letztlich zum Verhängnis. Kommandant Boehmer erstattete den befohlenen Bericht am 9. März 1944 – die Übertragung dauerte 25 Minuten. Am selben Abend wurde U 575 durch eine U-Bootjagdgruppe aufgespürt und mit Wasserbomben angegriffen. Nach 18 Stunden fortgesetzter Wasserbomben-Verfolgung gelang es Kommandant Boehmer, mit U 575 zu entkommen.

### Luftangriffe
Am 13. März wurde das Boot kurz nach Mitternacht von einer Wellington gesichtet, die mit einem Leigh light ausgestattet war. Die Wellington und ein zur Unterstützung herbeigerufener B-17 Bomber griffen das Boot mit Wasserbomben an. Es gelang der Besatzung von U 575, die Flugzeuge mit dem Bordgeschütz abzuwehren, bis das Boot durch Abtauchen zunächst entkommen konnte. Am Morgen wurde das Boot durch ein Trägerflugzeug der „Task-Group 21.11“ des Geleitträgers Bogue erneut aufgespürt und angegriffen. Anschließend nahm ein Zerstörer die Wasserbomben (WaBo)-Verfolgung auf. Am 13. März tauchte das Boot bei Sonnenaufgang auf und wurde kurze Zeit später von einer Consolidated B-24 „Liberator“ angegriffen. Nach dem Überflug tauchte U 575 auf 40 m. Gegen 14 Uhr erfolgte ein weiterer Angriff aus der Luft. Die Besatzung wusste zu diesem Zeitpunkt nicht, dass U 575 in Folge der vorhergegangenen Gefechte inzwischen eine Ölspur hinter sich herzog.

### Versenkung
Mehrere Zerstörer spürten U 575 erneut auf und griffen bis 19 Uhr mit ca. 250 Wasserbomben an. Die Attacken führten zum Ausfall der elektrischen Anlagen und hatten schließlich einen massiven Wassereinbruch zur Folge. Nach diesen Ausfällen befahl Kommandant Boehmer, der Besatzung, das Boot zu verlassen. Kommandant Boehmer ließ einen letzten Funkspruch absetzen und ordnete an, die Selbstversenkung des Bootes einzuleiten. An Bord blieb die Heizwache, da das achtere Kugelschott, hinter dem sich die Sektionen mit den E- und Dieselmaschinen befanden, durch nicht geklärte Umstände nicht mehr geöffnet werden konnte. Außerdem blieb der Leitende Ingenieur mit einem Sprengkommando freiwillig im Boot. Sieben Minuten nach dem Auftauchen sank das Boot über Heck (Lage). Weitere Verluste gab es durch den direkten Beschuss der auf dem Wasser treibenden Männer durch die gesamte Bordartillerie der Zerstörer und zusätzlichen Raketenbeschuss durch die kreisende Avenger. Bei der Versenkung von U 575 kamen 17 Besatzungsmitglieder ums Leben, 37 Mann wurden gerettet und gerieten in Kriegsgefangenschaft. An der Versenkung des Bootes waren die US-Geleitzerstörer USS Hobson, USS Haverfield, USS Swenning, USS Willis und USS Janssen zusammen mit der kanadischen Fregatte Prince Rupert, die zur Geleitsicherungsgruppe C.3 des Konvois ON.227 gehörte, sowie eine Grumman TBF Avenger der Staffel VC-95 vom Geleitflugzeugträger USS Bogue beteiligt.

### Verhöre
Während der folgenden Verhöre berichteten die Besatzungsmitglieder von U 575 ausführlich über die Verhältnisse an Bord eines „Schnorchel-Bootes“. Sie erläuterten, dass der Schnorchel sich beim Unterschneiden unter Wasser durch ein einfaches Klappventil verschließt. Das führte dazu, dass sich die Dieselmaschine die benötigte Luft aus dem Druckkörper saugt, was eine Art kurzfristiges Vakuum erzeuge, das die Besatzung körperlich sehr belaste. Als weiterer negativer Aspekt wurde erwähnt, dass ein abgetauchtes Boot bei der Suche nach Konvois auf die Horchanlage angewiesen sei, die aber durch den laufenden Diesel sehr beeinträchtigt werde, während es horchenden U-Bootjägern leichter gemacht werde, das abgetauchte Boot zu finden.

## Gesamte Einsatzstatistik
Tage auf See: 463
In neun Unternehmungen (ohne Auswertung des Zeitraumes v. 14. – 26. Februar 1942):
Tage auf See: 459
davon getaucht: 1739,53 Stunden (72,5 Tage; 15 %)
größte Tiefe: 230 m
zurückgelegte Strecke insgesamt: 66.462,6 sm
größtes Etmal über Wasser: 354 sm am 30. November 1941
größtes Etmal unter Wasser: 57 sm am 6. August 1942
größte zurückgelegte Strecke: 10.173 sm bei der 5. Feindfahrt
längste Tauchdauer: 1230 min. (20,5 h) am 12. Oktober 1943
Feindsichtungen: 117
davon ohne Kontakt: 92
davon mit Kontakt: 18
davon Flieger: 30
davon U-Boot: 1 (US-R I)
Wabos/Fliegerbomben: 188
Ortungen durch den Gegner: 30
Eigene U-Boote gesichtet: 20
Sichtungen Dampferbzw. Geleitzüge: 40
davon neutrale Dampfer: 11 (kein neutrales Schiff angegriffen)
Torpedoschüsse: 45 (ohne die 10. Feindfahrt)
19 Treffer
26 Fehlschüsse
(davon 10 Versager)
vier Fahrten ohne Torpedoschüsse
sechs Fahrten mit Torpedoschüssen
zwei Fahrten ohne Angriff mit Wasserbomben

### Erfolge
| Datum            | Name            | Nationalität           | Tonnage (BRT) | Erfolge         |
| ---------------- | --------------- | ---------------------- | ------------- | --------------- |
| 2. Oktober 1941  | Tuva            | Niederlande            | 4.652         | versenkt (Lage) |
| 16. April 1942   | Robin Hood      | Vereinigte Staaten     | 6.887         | versenkt (Lage) |
| 4. Juli 1942     | Norlandia       | Vereinigtes Königreich | 2.689         | versenkt (Lage) |
| 9. Juli 1942     | Empire Explorer | Vereinigtes Königreich | 5.345         | versenkt (Lage) |
| 18. Juli 1942    | Comrade         | Vereinigtes Königreich | 69            | versenkt (Lage) |
| 18. Juli 1942    | Glacier         | Vereinigtes Königreich | 75            | versenkt (Lage) |
| 18. Juli 1942    | San Gaspar      | Vereinigtes Königreich | 12.910        | beschädigt      |
| 29. Oktober 1942 | Abosso          | Vereinigtes Königreich | 11.330        | versenkt (Lage) |
| 9. Januar 1943   | Minister Wedel  | Norwegen               | 6.833         | beschädigt      |
| 9. Januar 1943   | Norvik          | Norwegen               | 10.034        | beschädigt      |
| 25. Januar 1943  | City of Flint   | Vereinigtes Königreich | 4.963         | versenkt (Lage) |
| 10. März 1944    | HMS Asphodel    | Vereinigtes Königreich | 1.015         | versenkt (Lage) |

Quelle: